# Arnulfo Arias Madrid
Arnulfo Arias Madrid (Penonomé, 15 de agosto de 1901-Miami, 10 de agosto de 1988) fue un médico, escritor, diplomático y político panameño. Ostentó la presidencia de su país en tres periodos no consecutivos (1940-1941, 1949-1951 y octubre de 1968), llegando a postularse hasta en cinco ocasiones para el cargo, sin culminar ninguno de sus períodos, por causa de los diferentes golpe de Estado que sufrió por parte de los sectores militares del país.
Graduado como médico en la Universidad de Harvard, Arnulfo Arias inició su carrera política al apoyar la candidatura de su hermano Harmodio Arias Madrid, a la Presidencia de Panamá, con cuya victoria pasó a ejercer como Ministro de Agricultura y Ministro de Obras Públicas, además de servir como Enviado Extraordinario y Ministro Plenipotenciario ante los gobiernos de Alemania, Inglaterra, Francia, Suecia y Dinamarca.
Su tenaz oposición a los regímenes militares que gobernaron Panamá, aunado a las adversidades que sufrió en su carrera política, que incluyeron desde fraudes electorales hechos contra su persona,[cita requerida] golpes de Estado, lo convirtieron en uno de los líderes más populares y reconocidos de Panamá, pasando a ser un «Ícono de la Democracia Panameña».[cita requerida]

## Primeros años

### Orígenes
Nació el 15 de agosto de 1901 en Penonomé, provincia de Coclé, hijo de Antonio Arias y Carmen Madrid. Era el último de 6 hermanos, en los que se encontraban Josefa, Gerardo, Eudocia, Harmodio (quien también fue elegido presidente de la República) y Carmen. Su familia era hacendada de alta burguesía, y vivían en el barrio de los Forasteros de la comunidad de San Juan Bautista de Penonomé Provincia de Coclé. Cursó sus primeras letras con los Hermanos Cristianos franceses (actual colegio La Salle) en su pueblo natal.

### Estudios
Los estudios secundarios los realizó en Nueva York y los superiores en las Universidades de Chicago y Harvard donde cursó estudios de Medicina, donde obtuvo el título de Doctor en Medicina y Cirugía, siendo el primer panameño en graduarse con honores académicos en estas universidades norteamericanas.
Después, se especializó en Psiquiatría, Obstetricia y Endocrinología. En 1925, regresó y perteneció a la organización nacionalista Acción Comunal, el 2 de enero de 1931 dio un golpe de Estado contra el presidente liberal Florencio Harmodio Arosemena, a quien logran derrocar e imponer a Ricardo J. Alfaro.

## Carrera política
Un año después, ayudó a su hermano mayor, Harmodio Arias Madrid, a obtener la presidencia, entre 1932 y 1936.
Durante el gobierno de su hermano Harmodio Arias Madrid ocupó la Secretaría de Agricultura y Obras Públicas. En 1936, Juan Demóstenes Arosemena lo nombró enviado extraordinario y ministro plenipotenciario ante los gobiernos de Alemania, Inglaterra, Francia, Suecia y Dinamarca, donde permaneció hasta 1939. También fungió como delegado ante la Sociedad de Naciones.

## Primera presidencia (1940-1941)

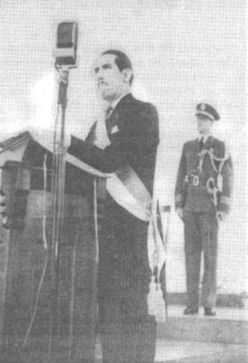
Arnulfo Arias pronunciando su discurso de toma de posesión de su primer periodo el 1 de octubre de 1940.

De regreso al país, fue elegido presidente de la República en 1940, por un amplio margen de votos, luego que el candidato opositor Ricardo J. Alfaro se retiró de la contienda por las acciones de violencia contra él y sus seguidores en esa campaña.
Poco antes Arias, había dado a conocer su célebre doctrina panameñista, en la que rechazaba el intervencionismo foráneo y exaltaba los valores nacionales, influenciado por las doctrinas nacionalista de la época.
Durante el primer año de gobierno realizó una importante labor reformista y modernizadora, que abarcó: la promulgación de la Constitución de 1941; la creación de la Caja de Seguro Social; fundación del Banco Agropecuario e Industrial, nacionalización del comercio al por menor; reglamentación del ejercicio de la abogacía; de los Bancos, del Comercio; creación del patrimonio familiar; se le otorgó el voto a la mujer; se emitió papel moneda gracias la creación de un Banco Central.
Su oposición a las exigencias de los Estados Unidos, en el umbral de la Segunda Guerra Mundial, así como la insatisfacción de algunos sectores a lo interno, condujo a su derrocamiento en octubre de 1941. Aprovechando un viaje sorpresivo que hizo a la ciudad de La Habana, Cuba unos dicen que para atender una dolencia física y otros para encontrarse con una vedette cubana.

### Primer gabinete de ministros
Los ministros de Estado fueron conocidos como secretarios hasta el 2 de enero de 1941, cuando la Constitución de 1941 renombró a las Secretarías como Ministerios.

### Golpe de Estado de 1941
Ricardo Adolfo de la Guardia, ocupa la presidencia de la República reemplazando a Arias Madrid, aprovechando una salida inesperada de este del país sin avisar a la Asamblea, pero no deroga la Constitución. La presión popular y de los principales partidos de la época le obliga a llamar a una Asamblea Nacional Constituyente y se dictó el Decreto n.º 4  de 29 de diciembre de 1944, el cual fundamentó según el poder ejecutivo, en la solicitud insistente de los partidos políticos, suspendió los efectos de la Constitución de 1941, con excepción de las normas relativas al Poder Judicial y al Ministerio Público.

## Exilio
Se exilió hasta 1945 y volvió a presentarse a la presidencia en 1948 al frente del Partido Revolucionario; pese a que perdió de manera turbulenta ante Domingo Díaz Arosemena quien solo pudo gobernar por poco tiempo, debido a su precaria salud que le provocó su muerte y ascendió el vicepresidente Daniel Chanis Pinzón, que ocupa el poder por poco tiempo debido a las disputas que tiene con el alto mando de la Guardia Nacional al frente del coronel José Antonio Remón Cantera.

## Segunda presidencia (1949-1951)

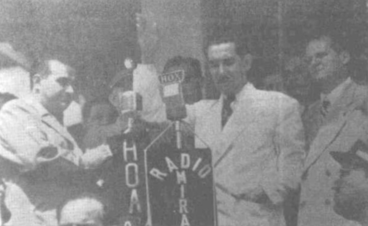
Arnulfo Arias siendo entrevistado en la toma de posesión de su segundo periodo, el 24 de noviembre de 1949.

Este personaje de la historia patria es partícipe de unos de los hechos más “pintorescos” sobre materia electoral, donde se abren las urnas que estaban depositadas en el Banco Nacional y después de un año y meses se descubre que hubo un “error” y que el verdadero ganador de las elecciones de 1948 es Arnulfo Arias Madrid, quien ocupa la presidencia por segunda vez el 24 de noviembre de 1949, pero posteriormente es depuesto por una ola de protestas y revuelta popular de la ciudadanía panameña con el apoyo de la Guardia Nacional por el autoritario gobierno que condujo a su destitución en 1951.
Fue derrocado una vez más. Juzgado por la Asamblea Nacional fue hallado culpable y se le privó en forma vitalicia del ejercicio de sus derechos políticos. En medio de esta coyuntura adversa surgió el Partido Panameñista.
En 1960, el presidente Roberto F. Chiari le restituyó sus derechos políticos y le permitió inscribir su partido. Cuatro años más tarde, fue una vez más candidato presidencial, contra el candidato de la Guardia Nacional y del gobierno de Marco Aurelio Robles Méndez, quien se alzó con el triunfo, pese a las denuncias de fraude e irregularidades.

## Tercera presidencia (1968)

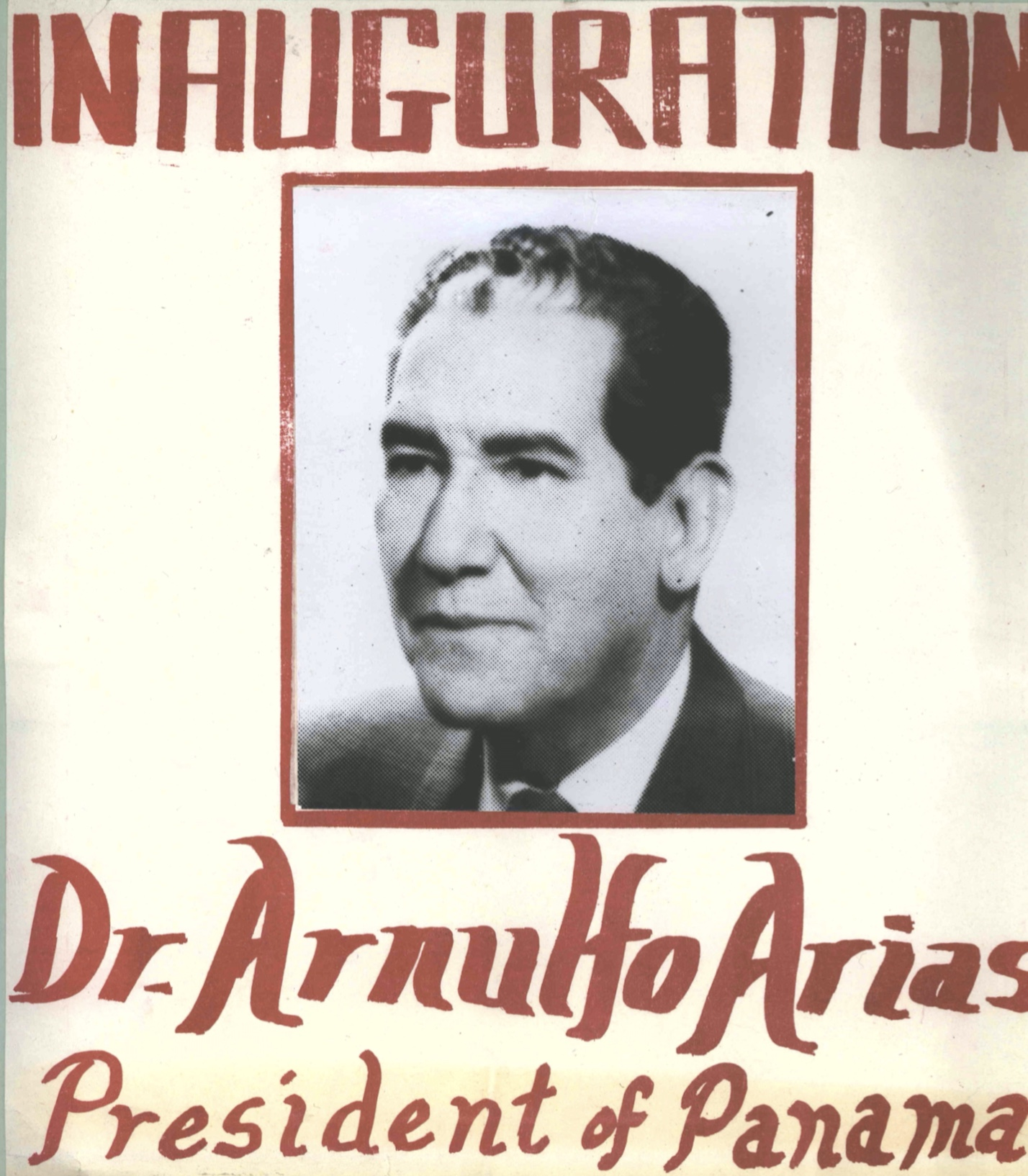
Volante estadounidense que habla sobre la toma de posesión de Arnulfo Arias como presidente de Panamá en 1968.

En 1964 no pudo alcanzar la presidencia de la República, pero fue elegido por tercera vez en 1968, para ser derrocado solo 11 días después de haber tomado posesión del cargo, el 11 de octubre de 1968 cuando los mandos medios de la Guardia Nacional de Panamá encabezados por el mayor Boris Martínez y los tenientes coroneles Omar Torrijos Herrera y José H. Ramos Bustamante, dirigen un golpe de Estado militar. Se refugió en la Zona del Canal de Panamá y  parte al exilio nuevamente en Estados Unidos y desde ahí inició su lucha por el regreso a la democracia al país istmeño.

## Dictadura militar
En 1984, con 83 años de edad fue candidato presidencial de la Alianza Democrática de Oposición (ADO Civilista), pero una vez más los militares vetaron su ascenso al poder, propiciando un escandaloso fraude con robo de urnas, actas y la muerte de una persona que le otorgó el triunfo al candidato oficialista Nicolás Ardito Barletta por el estrecho margen de 1.713 votos.
Se descubrió mucho después que fue víctima de un fraude electoral divulgado por el Dr. César A. Quintero, quien fuera presidente del Tribunal Electoral para esa fecha y por el coronel Roberto Díaz Herrera, Jefe del Estado Mayor de las Fuerzas de Defensa de Panamá, lo que provocaría la mayor crisis política de la historia panameña y lo convertiría en la principal figura de la oposición contra el régimen militar.

## Muerte
Falleció el 10 de agosto de 1988 en Miami, Estados Unidos a los 86 años, cinco días antes de cumplir los 87, debido a complicaciones propias de su avanzada edad.
Su cuerpo fue trasladado a Ciudad de Panamá, donde fue sepultado en el Cementerio Jardín de Paz en uno de los entierros más grandes y concurridos que se haya visto en el país, desde la muerte de Belisario Porras Barahona y el general Omar Torrijos Herrera.
Su entierro el 15 de agosto de 1988 fue un acto de protesta contra la dictadura militar del general Manuel Antonio Noriega, que un año después caería bajo las manos de Ejército de los Estados Unidos el 20 de diciembre de 1989, en una invasión militar al país.
Hay monumentos, escuelas, avenida y un corregimiento que llevan su nombre.
La osamenta de Arnulfo Arias Madrid fue retirada de su tumba en enero de 2012 para rendirle honores y hacerle un funeral de estado, siendo finalmente sepultados en Penonomé, su pueblo natal.